# Get Yer Ya-Ya's Out!
| Recensione                    | Giudizio |
| ----------------------------- | -------- |
| AllMusic                      | [ 4 ]    |
| Christgau's Record Guide      | B        |
| Entertainment Weekly          | B        |
| MusicHound Rock               | [ 7 ]    |
| NME                           | [ 8 ]    |
| Q                             | [ 8 ]    |
| The Rolling Stone Album Guide | [ 9 ]    |
| Uncut                         | [ 8 ]    |
| Record Collector              | [ 10 ]   |
| Encyclopedia of Popular Music | [ 11 ]   |

Get Yer Ya-Ya's Out! (sottotitolo: The Rolling Stones in Concert) è il secondo album dal vivo dei Rolling Stones. Il disco venne pubblicato il 4 settembre 1970 dalla Decca Records in Gran Bretagna, e il 26 settembre dalla London Records negli Stati Uniti.
Nel 2002 l'album è stato ristampato in versione rimasterizzata dalla ABKCO Records.

## Storia
Non avendo più fatto tournée sin dall'aprile 1967, nel 1969 i Rolling Stones erano impazienti di suonare dal vivo. Con due album in classifica di grande successo, Beggars Banquet e la raccolta Through the Past, Darkly (Big Hits Vol.2), il loro ritorno alle esibizioni live era stato ampiamente annunciato. Il tour negli Stati Uniti si dipanò tra il novembre e dicembre 1969, con musicisti di spalla come Terry Reid, B.B. King (rimpiazzato in qualche data da Chuck Berry) e Ike & Tina Turner. Il tour fu il primo di Mick Taylor con gli Stones, avendo sostituito Brian Jones nel gruppo poco tempo prima della sua morte. Dato che aveva suonato soltanto su due brani presenti in Let It Bleed, questa fu la prima occasione nella quale Taylor poté provare la sua maestria tecnica come chitarrista. L'album, sarà anche l'ultimo disco inciso per la Decca Records e per la London Records, rispettivamente case distributrici degli album dei Rolling Stones in Inghilterra e negli Stati Uniti. Dopodiché la band iniziò la pubblicazione del materiale sotto la propria etichetta, la Rolling Stones Records.
Una delle ragioni per le quali venne pubblicato l'album, fu quella di contrastare le vendite del bootleg Live'r Than You'll Ever Be contenente un concerto effettuato ad Oakland nel corso dello stesso tour, che aveva avuto un'ampia diffusione ed era stato persino recensito dalla rivista Rolling Stone nonostante non fosse una pubblicazione ufficiale.
La maggior parte delle tracce presenti sull'album furono registrate dal vivo il 27–28 novembre 1969 al Madison Square Garden di New York, mentre l'esecuzione di Love in Vain proviene da un concerto svoltosi a Baltimora, nel Maryland, il 26 novembre 1969. Varie sovraincisioni furono aggiunte durante il gennaio e febbraio del 1970 agli Olympic Studios di Londra. Le sovraincisioni dell'album alla fine delle registrazioni, riguardarono una sovraincisione della voce solista in tutte le canzoni, tranne Love In Vain e Midnight Rambler, un'aggiunta di cori in tre tracce e la chitarra sovraincisa in due canzoni (Little Queenie e Stray Cat Blues).
Il titolo dell'album è un adattamento dalla canzone Get Yer Yas Yas Out di Blind Boy Fuller. La frase presente nel brano di Fuller era la seguente: «get your yas yas out the door».

## Copertina
Alcune delle esibizioni, come anche le sessioni fotografiche per la copertina del disco che raffigura Charlie Watts e un asino, sono contenute nel film documentario Gimme Shelter, e mostrano Jagger e Watts in mezzo a una strada di Birmingham, all'inizio di dicembre del 1969 mentre posano con l'asino. La foto vera e propria comparsa in copertina venne comunque scattata all'inizio di febbraio 1970 a Londra, e non proviene dalle sedute fotografiche del 1969. La foto, che mostra Watts e un asino carico di vari strumenti musicali, era ispirata al testo della canzone Visions of Johanna di Bob Dylan contenuta nell'album Blonde on Blonde del 1966 (anche se nel testo del brano si faceva riferimento a un mulo e non ad un asino).

## Tracce
Tutti i brani sono accreditati a Jagger/Richards, tranne dove indicato.
1. Jumpin' Jack Flash - 4:02
  - 27 novembre, 1969: Madison Square Garden, New York.
2. Carol - 3:47 (Chuck Berry)
  - 28 novembre, 1969: Madison Square Garden, New York City (primo concerto).
3. Stray Cat Blues - 3:41
  - 28 novembre, 1969: Madison Square Garden, New York City (primo concerto).
4. Love in Vain - 4:57 (Robert Johnson)
  - 26 novembre, 1969: Civic Center, Baltimora.
5. Midnight Rambler - 9:05
  - 28 novembre, 1969: Madison Square Garden, New York City (secondo concerto).
6. Sympathy for the Devil - 6:52
  - 28 novembre, 1969: Madison Square Garden, New York City (primo concerto).
7. Live with Me - 3:03
  - 28 novembre, 1969: Madison Square Garden, New York City (secondo concerto).
8. Little Queenie - 4:33 (Chuck Berry)
  - 28 novembre, 1969: Madison Square Garden, New York City (primo concerto).
9. Honky Tonk Women - 3:35
  - 27 novembre, 1969: Madison Square Garden, New York City.
10. Street Fighting Man - 4:03
  - 28 novembre, 1969: Madison Square Garden, New York City (primo concerto).

### Tracce bonus - 40th Anniversary Deluxe Box Set

#### Disco 2 – unreleased tracks
1. Prodigal Son (Robert Wilkins) – 4:04
2. You Gotta Move (Fred McDowell, Rev. Gary Davis) – 2:18
3. Under My Thumb – 3:38
4. I'm Free – 2:47
5. (I Can't Get No) Satisfaction – 5:38

#### Disco 3 – B.B. King & Ike & Tina Turner
1. Everyday I Have the Blues – 2:27
2. How Blue Can You Get – 5:30
3. That's Wrong Little Mama – 4:11
4. Why I Sing The Blues – 5:16
5. Please Accept My Love – 4:52
6. Gimme Some Loving – 0:49
7. Sweet Soul Music – 1:16
8. Son of a Preacher Man – 2:49
9. Proud Mary – 3:07
10. I've Been Loving You Too Long – 5:40
11. Come Together – 3:36
12. Land of a Thousand Dances – 2:40

#### Disco 4 – bonus DVD (2.0 and 5.1)
1. Introduction (Madison Square Garden)
2. Prodigal Son – 2:40
3. You Gotta Move – 1:58
4. Photo shoot (of album cover) – 3:30
5. Keith in studio – 1:40
6. Under My Thumb / I'm Free / Backstage with Jimi Hendrix – 6:09
7. (I Can't Get No) Satisfaction / Outside waiting for transport – 10:45
8. Credits

## Formazione
The Rolling Stones
- Mick Jagger - voce, armonica
- Keith Richards - chitarra, armonie vocali
- Mick Taylor - chitarra
- Bill Wyman - basso
- Charlie Watts - batteria

Altri musicisti
- Ian Stewart - piano